# Commando
Commando — видеоигра в жанре вертикальный скролл-шутер, выпущенная Capcom в 1985 году в виде игрового автомата и позднее портированная на ряд платформ.

## Общая информация
Игрок управляет солдатом, известным как «Супер Джо». Солдат вооружён автоматом с бесконечным боезапасом и ограниченным количеством гранат. Он перемещается по экрану, скроллирующемуся вверх, уничтожая многочисленных солдат противника и освобождая заложников. Игра разделена на уровни, в конце каждого находятся ворота, из которых нападает большая группа вражеских солдат. Ими командует трусливый офицер, который немедленно убегает как только остается с Джо один на один. Тем не менее игрок получает дополнительные очки если успевает подстрелить его.
Игра не имеет прямого отношения к фильму «Коммандо», вышедшему на экраны в том же 1985 году. Она была выпущена в мае в Японии под названием Senjō no Ōkami (戦場の狼, что переводится с японского примерно как «Волк на поле боя»). Однако когда в конце года началось распространение игры на территории стран Северной Америки и Европы, было принято решение заменить название на более звучное и понятное. Как нельзя лучше подошло название нового популярного фильма, премьера которого состоялась октябре. Однако кроме названия и того факта что главный герой является бойцом подразделения спецназа коммандо, игра и фильм не имеют пересечений.
Рекорд набранных очков (10 051 200 очков) на игровом автомате принадлежит Тиму Бальдеррамосу, установившему его 5 июля 1986 года.

## Портирование
Commando была портирована на целый ряд платформ:
- Amiga (Capcom, 1989)
- Amstrad CPC (Elite, 1985)
- Apple II (Data East, 1987)
- Atari 2600 (Activision, 1988)
- Atari 7800 (Atari, 1989)
- Atari ST (Elite, 1990)
- BBC Micro (Elite, 1985)
- Commodore 64 (Elite, 1985)
- Intellivision (INTV, 1987)
- MS-DOS (Data East, 1986)
- MSX (ASCII, 1987)
- NES (Capcom, 1986)
- ZX Spectrum (Elite, 1985)
- Android (AOSP) (Neocom Software Corp., 2016)

## Влияние
Стала аркадным хитом 1985 года и считается одной из классических игр 1980-х годов. В 1990 году вышел её сиквел Mercs.
Игра оказала определённое влияние на жанр скролл-шутера. Журнал Sinclair User писал в 1988 году: «Сколько было выпущено плохих клонов Commando? Слишком много. <…> С другой стороны, <…> сколько было хороших клонов Commando? Недостаточно.» Среди игр с аналогичным геймплеем были Who Dares Wins II (1985), Ikari Warriors (1986), Guerrilla War (1987), Frontline (1988).
Версия Commando для ZX Spectrum заняла 43-е место в списке ста лучших игр для этой платформы по версии журнала CRASH и 31-е место в аналогичном списке, составленном читателями журнала Your Sinclair. Версия для Commodore 64 известна своим запоминающимся саундтреком, написанным Робом Хаббардом.